# نزلة حنا حنا
قرية نزلة حنا حنا هي إحدى القرى التابعة لمركز الفشن في محافظة بني سويف في جمهورية مصر العربية. حسب إحصاءات سنة 2006، بلغ إجمالي السكان في نزلة حنا حنا 4451 نسمة، منهم 2231 رجل و2220 امرأة.